# Malawi
Il Malawi, ufficialmente Repubblica di Malawi, è uno Stato dell'Africa sud-orientale; confina a sud e ad est con il Mozambico, a nord con la Tanzania e ad ovest con lo Zambia. Privo di sbocchi sul mare, è bagnato dal lago Malawi (detto anche Niassa), che è il terzo lago più grande dell'Africa e copre circa un quinto della superficie del Paese. Ha una popolazione di oltre 20 milioni di abitanti. La capitale è Lilongwe. Circa tre quarti della popolazione vive con meno di 1,26 dollari statunitensi al giorno.
L'origine del nome Malawi (che è il nome attribuito originariamente al lago, in lingua bantu) non è certa. Si suppone che derivi dal nome di una tribù del sud del Paese o che si riferisca allo scintillio del sole che sorge sul lago (rappresentato sulla bandiera nazionale). Il vecchio nome, sempre legato alla toponomastica del lago, è Niassaland.

## Storia
Nel Malawi sono stati ritrovati resti di ominidi e manufatti di pietra che risalgono a oltre un milione di anni fa. Le zone circostanti il lago furono abitate da popolazioni preistoriche a partire da un periodo collocabile fra i 50 000 e i 60 000 anni fa. Dai ritrovamenti di ossa, databili circa all'anno 8000 a.C., si può dedurre che le caratteristiche fisiche delle popolazioni locali fossero simili a quelle delle etnie che abitano oggi il Corno d'Africa. 
Intorno al 1480 si formò nell'area del basso lago e del fiume Shire la confederazione dei Maravi (dal cui nome si ritiene provenga quello dell'attuale Stato). Il sovrano aveva il titolo di calonga. Tale confederazione raggiunse una notevole importanza ed estensione durante il XVIII secolo. Nel secolo successivo, invece i maravi furono vittime di incursioni di altri popoli, particolarmente waYao, che catturavano schiavi per rivenderli ai mercanti swahili di Kilwa Kisiwani e Zanzibar. Gli stessi mercanti swahili stabilirono un centro commerciale per la tratta degli schiavi a Nkhotakota.
Sebbene i portoghesi siano certamente giunti in questa zona già nel XVI secolo, la scoperta europea del lago Malawi e delle zone circostanti è attribuita ufficialmente a David Livingstone, che risalì il fiume Shire fino al lago nel 1859. In seguito, la chiesa presbiteriana scozzese stabilì nella zona alcune missioni, tra l'altro allo scopo di contrastare la tratta degli schiavi diretti al Golfo Persico (questo commercio continuò tuttavia fino al XIX secolo). Nel 1878, un gruppo di commercianti, soprattutto provenienti da Glasgow, fondarono la African Lakes Corporation (Compagnia dei Laghi Africani), che riforniva i missionari. Altri europei raggiunsero la zona per commerciare, cacciare e coltivare.
Nel 1883 un console del governo britannico fu accreditato presso i "Re e capi dell'Africa Centrale". Nel 1891 i britannici istituirono il Protettorato britannico dell'Africa centrale e, nel 1907, il protettorato di Nyasaland (Nyasa è la parola Yao per "lago" e uno dei nomi con cui venne battezzato il lago Malawi, che ancora oggi viene chiamato anche Nyasa o Niassa). Gli inglesi mantennero il controllo della regione per tutta la prima metà del XX secolo opponendosi ai numerosi tentativi dei locali di ottenere l'indipendenza. In questo periodo, si formò una élite africana di persone che avevano studiato in scuole europee e statunitensi; dalle prime associazioni nacque, nel 1944, il Nyasaland African Congress (NAC).
Nel 1953, il Nyassaland divenne parte della Federazione di Rhodesia e Nyassaland, insieme alla Rhodesia Settentrionale e Meridionale. Questo mutamento politico non fece che acuire le spinte indipendentiste del paese. Nel 1958 il dottor Hastings Kamuzu Banda (che aveva conseguito la laurea in medicina negli Stati Uniti al Meharry Medical College di Nashville, Tennessee, nel 1937 e aveva poi praticato medicina nel Regno Unito e nel Ghana) tornò nel Malawi e divenne leader del NAC, trasformato poi in Malawi Congress Party (MCP). Nel 1959, Banda fu recluso nella prigione di Gwelo a causa della sua attività politica; rilasciato nel 1960, partecipò alla conferenza costituzionale a Londra.
Il 15 aprile 1961, l'MCP riportò una vittoria schiacciante alle elezioni per il consiglio legislativo, acquisendo anche il controllo (non ufficiale) del consiglio esecutivo e governando di fatto il Nyasaland per un anno. Nel 1962, il governo britannico acconsentì a concedere l'autogoverno al Nyasaland.
Banda divenne primo ministro il 1º febbraio 1963, sebbene gli inglesi controllassero ancora il sistema finanziario, la sicurezza e il sistema giuridico del paese. La nuova costituzione del maggio 1963 sancì la completa indipendenza del paese. La Federazione di Rhodesia e Nyasaland fu sciolta il 31 dicembre 1963, e il 6 luglio del 1964 il Malawi divenne membro indipendente del Commonwealth. Due anni dopo, il Malawi adottò una nuova costituzione e divenne uno Stato a partito unico, con Banda come primo presidente.
Nel 1970, Banda fu dichiarato presidente a vita del MCP, e nel 1971 presidente a vita del Malawi. L'ala paramilitare dell'MCP (i giovani pionieri), contribuì a tenere il Paese in uno Stato di regime autoritario fino al 1990. Le pressioni da parte delle chiese del Malawi e della comunità internazionale portarono a un referendum con cui, il 14 giugno 1993, gli abitanti del Malawi votarono a favore di un regime democratico multipartitico. Le prime elezioni libere si tennero il 17 maggio del 1994 e portarono alla vittoria dello United Democratic Front (UDF) di Bakili Muluzi, coalizzato con la Alliance for Democracy (AFORD). Muluzi fu eletto presidente. La coalizione si sciolse nel 1996, ma Muluzi e diversi dei suoi rimasero al governo. Muluzi (che nel 1995 fu insignito di una laurea honoris causa dalla Lincoln University del Missouri) scrisse una nuova costituzione cancellando i privilegi residui dell'MCP.
Le seconde elezioni democratiche si tennero il 15 giugno 1999, e portarono alla rielezione di Muluzi, contro una nuova coalizione costituita da MCP e AFORD.
Nelle elezioni del maggio 2004, il candidato alla presidenza dell'UDF, Bingu wa Mutharika, sconfisse il candidato dell'MCP. Nonostante non avesse conquistato la maggioranza dei seggi in Parlamento, l'UDF formò un "governo di unità nazionale". Nel 2005, Bingu wa Mutharika lasciò l'UDF, che era ancora controllato dal suo predecessore Muluzi, fondando il Democratic Progressive Party (DPP).
Si votò per la quarta volta a maggio 2009, e il presidente Mutharika venne rieletto. Venne però accusato nei seguenti anni di un crescente autoritarismo. Nel 2011 scoppiarono delle proteste per un alto costo della vita, che portarono a 18 morti.
Nell'aprile 2012, Mutharika morì d'infarto; divenne presidente l'allora vicepresidente Joyce Banda (che non ha alcuna parentela con l'ex dittatore Hastings Banda), prima donna presidente nella storia del Malawi.
Nel 2014 Joyce Banda perse le elezioni arrivando terza e venne eletto presidente Peter Mutharika, il fratello del defunto presidente Bingu wa Mutharika. Nel 2019 (durante le seste elezioni dal ritorno della democrazia) il presidente Peter Mutharika venne rieletto per pochi voti, ma a febbraio 2020 la Corte Costituzionale del Malawi annullò i risultati elettorali per irregolarità e frodi, confermando questo verdetto nel maggio 2020 e annunciando nuove elezioni per il 2 luglio. Il leader di opposizione del MCP, Lazarus Chakwera, vinse le elezioni presidenziali del 2020 e giurò come nuovo presidente del Malawi.

## Geografia

### Morfologia

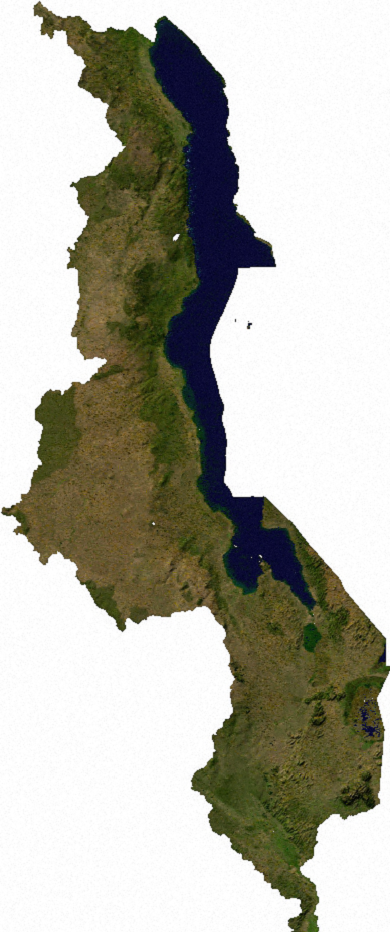
Il Malawi dal satellite

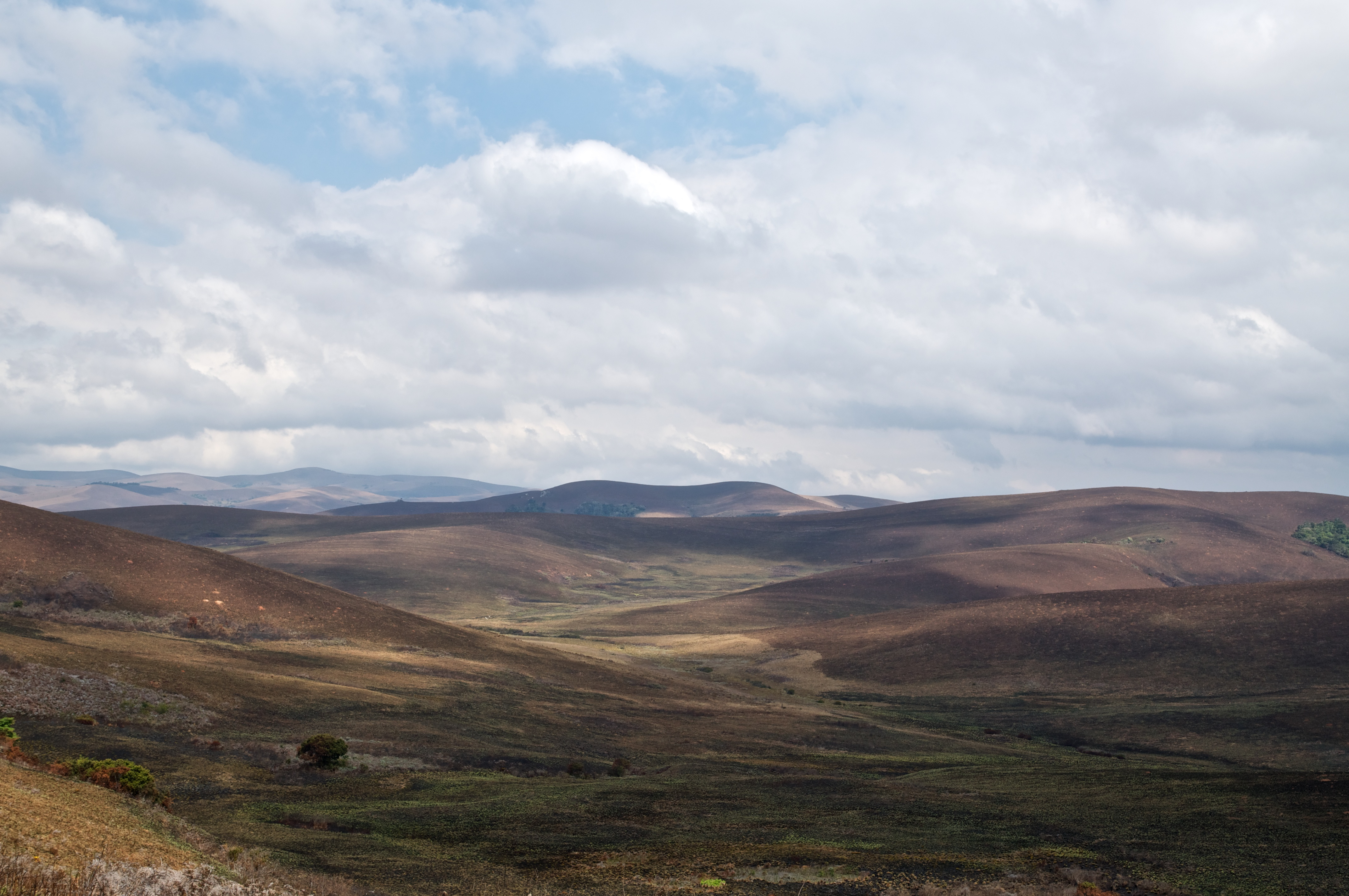
Altopiano Nyika

Il Malawi si trova in Africa sudorientale. La Grande Rift Valley attraversa il paese da nord a sud. In questa depressione si trova il lago Malawi, il terzo lago più grande dell'Africa, che copre circa il 20% del territorio del paese. Dall'estremità meridionale del lago nasce il fiume Shire, che confluisce nello Zambesi 400 chilometri più a sud, nel Mozambico. A est e a ovest della Rift Valley, il territorio è caratterizzato da vasti altopiani, a un'altezza compresa fra 900 e 1 200 metri sul livello del mare. A nord, le Nyika Uplands raggiungono la quota di 2 600 metri; a sud del lago, le Shire Highlands partono da 600 fino a 1 600 metri e si congiungono ai monti Zomba e Mulanje, rispettivamente di 2 130 e 3 048 metri d'altezza. All'estremo sud, la pianura è ad appena 60-90 metri sul livello del mare.

### Idrografia
Il più grande bacino acquatico del paese è il lago Malawi, al confine con Mozambico e Tanzania: con una lunghezza di 560 km e una larghezza massima di 75 km è il terzo lago più grande dell'Africa e il nono più grande del mondo. Dal lato sud del lago nasce il fiume Shire, che attraversa il paese fino a giungere in Mozambico ed affluire nel fiume Zambesi.

### Clima
Il clima del Malawi è sostanzialmente subtropicale. La stagione delle piogge va da novembre ad aprile. Da maggio a ottobre le precipitazioni sono molto rare. Da ottobre a maggio il clima è caldo e umido lungo la costa del lago, nella valle dello Shire e nella zona di Lilongwe; l'umidità nel resto del paese è inferiore. Da giugno ad agosto, il clima nella zona del lago e il sud è caldo ma gradevole; nel resto del paese, la notte la temperatura può diventare piuttosto rigida, con temperature comprese fra i 5 ed i 14 °C.

## Società

### Demografia

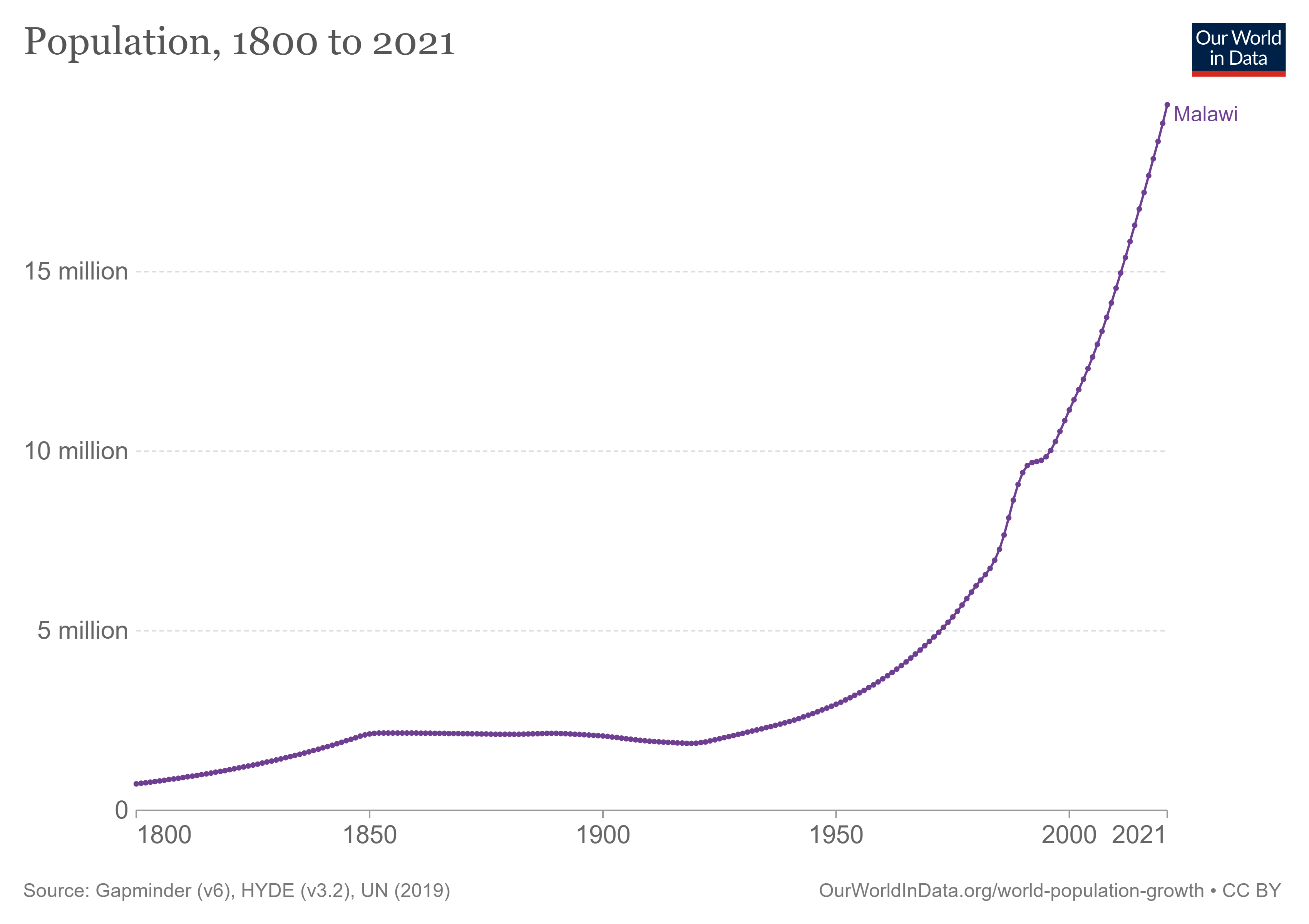
Evoluzione demografica tra 1961 e 2003 (dati FAO in migliaia di abitanti)

Il Malawi conta oltre 20 milioni di abitanti, con il 90% della popolazione che vive nelle zone rurali. L'aspettativa di vita media alla nascita è di circa 49 anni per i maschi e 51 anni per le femmine; attualmente la principale causa di morte è rappresentata dall'infezione da HIV e dalle sue complicanze, che colpiscono la maggioranza della popolazione giovane-adulta. 
Nel 2005, circa il 14.1 percento della popolazione adulta con età compresa tra 15 e 50 anni è sieropositiva o ha l'AIDS. Le donne sono le più colpite dalla malattia, sempre nel 2005 circa 500 000 donne dai 15 anni in su convivono con l'HIV/AIDS. Il modo più comune di trasmissione della malattia è tramite rapporto eterosessuale non protetto, seguito dalla trasmissione durante la gravidanza, si contano infatti circa 83 000 infezioni pediatriche nel 2005.
Il Malawi è una delle nazioni più densamente popolate dell'Africa subsahariana. Lilongwe (capitale dal 1974) conta oltre 900 000 abitanti. Blantyre, il maggior centro commerciale e la più grande città del paese (sede della Corte Suprema del Malawi), è cresciuta da circa 109 000 abitanti (nel 1966) a oltre 800 000 nel 2018.

### Etnie
La maggioranza della popolazione è costituita da neri africani (95%), divisi in diverse etnie (Chewa 34%, Lomwe 19%, Yao 13%, Ngoni 10%, Tumbuka 9%, Sena 4%, Tonga 3%), mentre una minoranza comprende gruppi etnici bianchi, massimamente anglosassoni, e asiatici, di etnia indiana. I Chewa rappresentano il gruppo etnico dominante.

### Lingue
La lingua dei Chewa, il chicheŵa o chewa, è la lingua nazionale diffusa in tutto il Paese.

### Religione
Sebbene molti pratichino tuttora culti tradizionali, la maggior parte della popolazione si dichiara cristiana (75%) con una maggioranza di protestanti (55%) e una minoranza di cattolici (20%), mentre il 15% è musulmana, quest'ultima localizzata soprattutto al nord del Paese e sulle sponde del lago Malawi. Una piccola minoranza pratica anche il rastafarianesimo.

## Cultura

### Produzione letteraria
In campo letterario possiamo ricordare, tra gli altri, la figura di Jack Mapanje, che ha trattato anche temi riguardanti il suo popolo e che ha avuto diversi riconoscimenti internazionali.

### Patrimoni dell'umanità
Alcuni siti del Malawi sono stati iscritti nella Lista dei patrimoni dell'umanità dell'UNESCO.

### Arte
Nel parco nazionale del Chongoni sono presenti vari esempi di arte rupestre.

### Musica
Tra i migliori musicisti del Malawi vi è Namadingo.

### Cinema
In ambito cinematografico spicca il film Il ragazzo che catturò il vento (2019) basato sul libro di memorie dell'inventore malawiano William Kamkwamba e in cui fa la sua apparizione l'attrice del Malawi Lily Banda che ha avuto diversi riconoscimenti internazionali.

### Sport
La mezzofondista del Malawi Catherine Chikwakwa, ha vinto la medaglia d'argento nei 5000 m piani ai mondiali juniores disputatisi in Italia nel 2004. Per il calcio la Nazionale di calcio del Malawi non ha al momento ottenuto importanti risultati in ambito internazionale.

### Ricorrenza nazionale
- 6 luglio. Independence Day: celebra l'indipendenza dal Regno Unito, nel 1964

### Cucina
Molti dei piatti tradizionali del Malawi sono a base di pesce, spesso pescato nel lago Malawi: è comune il consumo di pesci del genere Oreochromis (chiamato chambo in lingua locale); popolare nel Paese è anche il kachumbari, un'insalata a base di cipolle e pomodori. Una delle bevande malawiane tradizionali è il tè.

## Ordinamento dello Stato

### Suddivisioni amministrative
Il Malawi è diviso in 3 regioni (Nord, Centro e Sud) e 28 distretti a loro volta divisi in 137 Autorità tradizionali e 68 sottodivisioni.

### Città principali
Le città principali sono:
- Lilongwe, capitale (989 318 abitanti nel 2018)
- Blantyre, città più antica del Paese (800 264 abitanti nel 2018)
- Mzuzu, capoluogo della Regione Settentrionale (221 272 abitanti nel 2018)
- Zomba (105 013 abitanti nel 2018), capitale fino al 1974

### Università
L'Università del Malawi è stata istituita subito dopo l'indipendenza del paese, nel 1964.

## Politica
Il Malawi è una democrazia multipartitica dal 1994. Secondo la costituzione del 1995, il presidente, che è sia capo dello Stato che capo del governo, viene nominato per elezione diretta a suffragio universale ogni 5 anni. Il presidente può nominare un vicepresidente, che deve appartenere a un diverso partito politico. I membri del gabinetto presidenziale possono essere scelti liberamente dal presidente. L'Assemblea Nazionale ha 193 posti, tutti eletti direttamente con carica quinquennale. La costituzione prevede anche un Senato di 80 posti, che dovrebbe rappresentare i diversi distretti geografici e i gruppi con interessi speciali (per esempio donne, giovani e disabili) ma al momento questa istituzione non è stata ancora creata.
La costituzione prevede un sistema giuridico indipendente, basato sul modello inglese, con corti di primo livello, una "alta corte", e una "corte suprema d'appello". L'amministrazione locale conta 28 distretti, con governatori nominati dal governo centrale. Nelle prime elezioni locali (tenute nel 2000), l'UDF ha vinto nel 70% dei seggi.

## Economia
Il Malawi non ha sbocchi sul mare ed è densamente popolato. La ricchezza è piuttosto concentrata nelle mani di una ristretta élite.
L'economia del Malawi è basata sull'agricoltura, che rappresenta il 35% del PIL del paese e fornisce oltre l'80% dell'occupazione e l'80% delle esportazioni. I tre prodotti più esportati sono (nell'ordine) tabacco, tè e zucchero. Il presidente del Malawi ha recentemente esortato la popolazione a iniziare altri tipi di coltivazioni, per esempio cotone, anche a causa della diminuzione del consumo di sigarette in occidente. Il Malawi vanta anche una notevole produzione di mais, tradizionalmente utilizzato per il sostentamento della popolazione locale, ma che viene anche in parte esportato verso le nazioni confinanti. Altre coltivazioni includono fagioli, riso, manioca e arachidi.
Oltre che come generi alimentari, i prodotti dell'agricoltura sono anche impiegati come materia prima per l'industria manifatturiera. La maggior parte degli stabilimenti si trova presso l'importante centro commerciale di Blantyre.
L'industria rappresenta il 19% del PIL ed i servizi il 46%.
Il fatto che l'economia del Malawi sia principalmente legata all'esportazione di prodotti agricoli, o loro derivati, rende il paese piuttosto vulnerabile rispetto alle fluttuazioni di questi mercati. Il trasporto delle merci è piuttosto costoso a causa della mancanza di infrastrutture adeguate, e questo costituisce un notevole impedimento allo sviluppo del paese. L'assenza di risorse minerarie o di combustibile, il basso livello di istruzione, la difficoltà dell'espatrio per motivi di studio o di lavoro, la burocrazia opprimente, la corruzione della classe politica, la dipendenza estera della sanità e le infrastrutture inadeguate (strade, elettricità, acqua, ecc.) sono tutti fattori che giocano a sfavore di una reale evoluzione della situazione economica del Malawi. Recentemente, tuttavia, su alcuni di questi settori si è iniziato a osservare un certo impegno da parte del governo.
A partire dal 1981, il Malawi ha intrapreso programmi di riforma strutturale del sistema economico utilizzando fondi della World Bank, dell'International Monetary Fund (IMF) e di altri donatori. Fra gli obiettivi generali ci sono lo sviluppo dell'impresa privata attraverso sistemi di controllo dei prezzi, liberalizzazione del commercio e dello scambio con l'estero, razionalizzazione del fisco, privatizzazione di aziende governative, e la riforma del servizio civile. Il Malawi si è qualificato come Heavily Indebted Poor Country (nazione povera pesantemente indebitata, HIPC) nei programmi di cancellazione del debito pubblico.
Il Malawi ha accordi commerciali bilaterali con il Sudafrica e lo Zimbabwe; lo scambio di merci con questi paesi non è soggetto a dazi doganali (viene cioè applicato un regime "duty-free").

## Ambiente
Il Malawi è popolato da diverse specie animali, la maggior parte delle quali si possono osservare nei parchi nazionali. Il Liwonde National Park, il più grande parco del paese, è conosciuto per la sua riserva di elefanti, antilopi e ippopotami che popolano il fiume Shire.